# Сакмарино
Сакмарино — село в Шелаболихинском районе Алтайского края, Россия. Входит в Кипринский сельсовет.

## География
Село находится у озера Кишкино на краю обширной левобережной поймы Оби (расстояние до реки — 14 км). Автодорог с твёрдым покрытием нет.
Расстояние до
- районного центра Шелаболиха 36 км.
- краевого центра Барнаул 111 км.

Ближайшие населенные пункты
Киприно 3 км, Селезнево 5 км, Омутское 8 км, Новосёловка 10 км, Быково 12 км Луговое 15 км, Ильинка 16 км, Чайкино 16 км, Ивановка 17 км.
Климат
Село находится в зоне резко континентального климата. Средняя температура января −19°С. Средняя температура в июле +19°С. Зимой температура воздуха может понижаться до −45°С, а летом он прогревается до +39°С. Общая продолжительность безморозного периода около 105—120 дней. Продолжительность периода со среднесуточными температурами воздуха выше 0°С 190 дней. Среднегодовое количество осадков 350 мм.

## История
Основано в 1922 году. В 1928 году деревня Сокмарино состояла из 100 хозяйств, основное население — русские. В составе Кипринского сельсовета Кипринского района Каменского округа Сибирского края.
В июле 1931 года была образована Кипринская МТС, в соседних деревнях размещались её отделения. Второй производственный участок охватывал различные колхозы, в том числе, колхоз «Память Колядо» в деревне Сакмарино.

## Население
| 1997 | 1998 | 2001 | 2002 | 2003 | 2004 | 2005 |
| ---- | ---- | ---- | ---- | ---- | ---- | ---- |
| 6    | →6   | ↘1   | ↗3   | ↗4   | ↘2   | →2   |
| 2006 | 2007 | 2008 | 2009 | 2010 | 2011 | 2012 |
| ↘1   | →1   | →1   | →1   | ↗3   | ↗6   | →6   |
| 2013 |      |      |      |      |      |      |
| ↘5   |      |      |      |      |      |      |

## Инфраструктура
Ближайшие объекты социальной инфраструктуры находятся в селе Киприно.